# ودویجیپورم
ودویجیپورم (به انگلیسی: Vedavijayapuram) یک روستا در هند است که در Orathanadu Taluk واقع شده‌است.

## خصوصیات
ودویجیپورم ۱٬۶۴۵ نفر جمعیت دارد.